# نورمان باتن
نورمان باتن (بالإنجليزية: Norman Batten)‏ هو مهندس أمريكي، ولد في 30 أبريل 1893، وتوفي في 12 نوفمبر 1928.

## روابط خارجية
- نورمان باتن على موقع DriverDB.com (الإنجليزية)